# Humfred II van Toron
Humfred II van Toron (ook wel Humpfrey, Homfried of Onfroy) (c.1117 - 22 april 1179) was heer van Toron, Panias en Hebron.

## Levensloop
Hij was een zoon van Humfred I van Toron en een onbekende moeder, Humfred werd heer van Toron voor 1140, hij huwde rond diezelfde periode met een dochter van Reinier Brus, heer van Panias. Dankzij dit huwelijk werd Panias bij Toron getrokken en werd hij daar ook heer van. In 1149 werd Hebron toegevoegd aan het koninklijk domein van Jeruzalem en Humpfrey werd er leenheer van. In 1153 werd hij tot konstabel van Jeruzalem benoemd door Boudewijn III van Jeruzalem, nadat die in een politieke strubbeling was geweest met zijn moeder Melisende, datzelfde jaar was hij met de koning aanwezig bij het Beleg van Ashkelon.
Humpfrey werd in 1157 verslagen bij Panias door Nur ad-Din en werd daarna belegerd in zijn kasteel, totdat Boudewijn III arriveerde om het beleg te doorbreken. Hetzelfde jaar nog verkocht Humfred Panias en het kasteel Neuf aan de Hospitaalridders en hielp hij in de onderhandelingen over een huwelijk met Manuel I Komnenos om een huwelijksverbond te sluiten tussen zijn nicht Theodora Komnenos en Boudewijn III van Jeruzalem. Humpfrey zelf wist een huwelijk te sluiten met de zuster van Bohemund III van Antiochië, genaamd Filipa, die daarvoor een affaire had gehad met Andronicus I Komnenos, een neef van Manuel. Humfred nam deel aan de Kruisvaardersinvasie van Egypte (1166-69), volgens legende had Humfred persoonlijk contact met een (nog jonge) Saladin na het beleg van Damiate, Saladin zou geregeld de tent van Humfred bezocht hebben voor onderhandelings gesprekken, ook zou volgens verhalen Humfred, Saladin tot ridder van Jeruzalem hebben verheven, dit alles blijft wel speculatief.
In 1173 brak Humfred het beleg op dat moslim leider Nur ad-Din had ingezet op Kerak in de buitenjordaan. In 1176 werd zijn invloed aan het koninklijk hof ingedamd door de invloedrijke Agnes van Courtenay, maar behield zijn positie als konstabel van Jeruzalem. In 1177 kreeg zijn zeggenschap over Hebron een nieuwe creatie en werd vergeven aan Reinoud van Châtillon wat Humpfrey verbitterd maakte en zijn standpunt tegenover de nieuwe adel in het Koninkrijk alleen maar verergerde, hierbij vormde hij een alliantie met Raymond III van Tripoli, waarmee ze pleitten voor het behoud van de oude familie-adel en tegen nieuwkomers waren uit Europa.
Humpfrey herbouwde kasteel Neuf in 1179, nadat het vernietigd was na enkele belegeringen, hij bemiddelde in een vredesverdrag tussen de Tempeliers en de hospitaalridders. Later dat jaar vergezelde hij koning Boudewijn IV van Jeruzalem bij een aanval op een kleine moslimgroepering, dicht bij Panias. Hij redde daarbij Boudewijns leven maar liep daarbij dodelijke verwondingen op en overleed snel daarna. Hij werd opgevolgd door zijn kleinzoon Humpfrey IV van Toron, zoon van Humfred III van Toron en Stephanie van Milly, Humfred III was een zoon van zijn onbekende eerste vrouw.